# Liste der Monuments historiques in Cherville
Die Liste der Monuments historiques in Cherville führt die Monuments historiques in der französischen Gemeinde Cherville auf.

## Liste der Objekte
| Bezeichnung                | Beschreibung                                                                          | Standort                      | Kennzeichnung | Schutzstatus | Datum | Bild |
| -------------------------- | ------------------------------------------------------------------------------------- | ----------------------------- | ------------- | ------------ | ----- | ---- |
| Taufbecken                 | Holz, 18. Jahrhundert                                                                 | in der Kirche St-Basle (Lage) | PM51002605    | Inscrit      | 1977  |      |
| Gemälde Heiliger Basolus   | Ölfarbe auf Leinwand, frühes 19. Jahrhundert; vergoldeter Holzrahmen, 18. Jahrhundert | in der Kirche St-Basle (Lage) | PM51000288    | Classé       | 1966  |      |
| Bank                       | Holz, 18. Jahrhundert                                                                 | in der Kirche St-Basle (Lage) | PM51002601    | Inscrit      | 1977  |      |
| Rechter Seitenaltar        | Altartisch und Retabel; Holz, 17. und 18. Jahrhundert                                 | in der Kirche St-Basle (Lage) | PM51002604    | Inscrit      | 1977  |      |
| Skulptur einer Heiligen    | Holz, 18. Jahrhundert; Verbleib unbekannt                                             | in der Kirche St-Basle (Lage) | PM51002598    | Inscrit      | 1977  |      |
| Zwei Chorhocker            | Holz, 18. Jahrhundert                                                                 | in der Kirche St-Basle (Lage) | PM51002603    | Inscrit      | 1977  |      |
| Hauptaltar                 | Altartisch, Tabernakel und fünf Skulpturen; Holz, 18. Jahrhundert                     | in der Kirche St-Basle (Lage) | PM51002602    | Inscrit      | 1977  |      |
| Skulptur Madonna mit Kind  | Holz, 18. Jahrhundert; bei einem Nachbarn deponiert                                   | in der Kirche St-Basle (Lage) | PM51002599    | Inscrit      | 1977  |      |
| Skulptur Heilige Katharina | Holz, 17. Jahrhundert                                                                 | in der Kirche St-Basle (Lage) | PM51002600    | Inscrit      | 1977  |      |
| Skulptur Heiliger Basolus  | Holz, 18. Jahrhundert                                                                 | in der Kirche St-Basle (Lage) | PM51002597    | Inscrit      | 1977  |      |